# Epierus humeristrius
Epierus humeristrius är en skalbaggsart som beskrevs av Schmidt 1889. Epierus humeristrius ingår i släktet Epierus och familjen stumpbaggar. Inga underarter finns listade i Catalogue of Life.